# Perfect Dark Zero
Perfect Dark Zero — компьютерная игра в жанре шутера от первого лица, созданная компанией Rare эксклюзивно для игровой консоли Xbox 360. Игра является приквелом истории, начатой в Perfect Dark.
Perfect Dark Zero имеет режим кампании, состоящей из 14 миссий, которые могут быть воспроизведены на основе режим кооператива, а также многопользовательский режим, где максимум 32 игроков могут соревноваться друг с другом в многочисленных типах Deathmatch и целевых игр. И есть поддержка кооперативного и многопользовательского режимов разделения экрана, сервис Xbox Live онлайн. Игра была в стадии разработки в течение пяти лет и был первоначальна предназначена для выпуска на Nintendo GameCube и позже Xbox.
Perfect Dark Zero было продано более одного миллиона копий по всему миру и получил в целом положительные отзывы от критиков, получив балл 81 из 100 на сайте агрегатора Metacritic. Многочисленные многопользовательские режимы игры признаны одним из сильных особенностей шутера. Тем не менее, некоторые критики считали, что игра не оправдывает ожиданий, критикуют такие аспекты в однопользовательском режиме, как его история и озвучивание. Два сиквела-новел, Perfect Dark: начальный вектор и Perfect Dark: Второй фронт, а также серии комиксов, Perfect Dark: Слезы Януса", были выпущены, чтобы продолжить историю игры.

## Разработка игры
Игра изначально планировалась на Nintendo GameCube, но после того когда в 2002 году Microsoft выкупила Rare, стали переносить разработку игры на Xbox. Железо консоли не позволяло графически обрабатывать режим мультиплеера в онлайн, и было решено разрабатывать игру, выпуская на Xbox 360 с движком Havoc HydraCore.

## Сюжет
Perfect Dark Zero перемещает нас в 2020 год, когда большая часть мира контролируется корпорациями. Самыми заметными из этих корпораций являются dataDyne, возглавляемые Чжаном Ли и Институтом Каррингтона во главе с Дэниелом Каррингтоном. Игрок управляет Джоанной Дарк, охотницей за головами, работающий с отцом Джеком Дарком и компьютерным хакером Чандрой Сехар. Команда после потери Натана Зейглера, независимого исследователя, который был захвачен бандой триады Гонконга во главе с человеком по имени Киллиан. Джоанна и ее отец успешно спасают Зейглера, но Киллиану удается убежать. Зейглер объясняет, что Киллиан пытался получить свое исследование, в котором содержится информация об опасном оружии. Поскольку Зеиглер отказывается идти куда угодно без его исследований, Джоанну отправляют забрать ее, пока ее отец остается с Зейглером. После того, как Джоанна достала случай с исследованиями Зейглера из соседнего безопасного дома, Зеиглер берет устройство, названное нейроприводом, и использует его, чтобы внедрить свои исследовательские данные в разум Джека. Впоследствии, Зейглер уступает своим травмам, нанесенным Киллианом, и умирает. Прежде чем умереть, Зейглер говорит, что они должны найти ученого, которого зовут доктор Юстас Кэролл.
Во время побега, Джек и Джоанна были атакованы командой dataDyne, которым помогает Киллиан. Джоанне удается убить Киллиана и убежать с Сехаром, но Джек был захвачен dataDyne. С помощью Сехара Джоанна узнает, что ее отца отвезли в особняк, где живет Чжан Ли. Джоанна проникает в особняк и находит своего отца в камере. Он подвергся пыткам и начал говорить ей бред, после действия нейроприва. Пара борется с выходом из комплекса, но их добыча прерывается дочерью Чжана Ли, Май Хем, которая убивает Джека, прежде чем Джоанна убежит на воздушной подушке. Джоанна и Сехар решают преследовать Цейглера и искать доктора Кэролла, который работает на борту исследовательской платформы в Тихом океане. Встретившись с Джоанной, доктор Кэролл использует нейропривод, чтобы извлечь данные Зейглера из памяти Джоанны, которые она получила, когда она спасла своего отца. Вскоре после этого Сехар предает Джоанну и снимает доктора Кэролла, заявив, что она решила присоединиться к dataDyne, потому что Чжан Ли сделал ей большое предложение. Команда агентов Института Каррингтона прибывает и спасает Джоанну, но Сехар в конце концов убегает с данными. Джоанна соглашается присоединиться к Институту Каррингтона, чтобы остановить dataDyne.
Дэниел Каррингтон сообщает Джоанне, что Цейглер работал над алгоритмом, способным декодировать внеземные глифы на копании в Южной Америке. Путешествуя в Перу, Джоанна узнает, что глифы являются ведущими dataDyne для поиска древнего артефакта, который действует как источник энергии для Graal, устройства, которое наделяет людей сверхчеловеческими силами. Джоанна сажает следящее устройство на артефакт, прежде чем пробираться на борт DataDyne Dropship. Дропшип отправляет ее в Африку, где Чжан Ли обнаружил Грааль, погребенный под африканскими песками. Институт Каррингтона планирует наступление на войска DataDyne, сражаясь на большом мосту. Джоанна спасает нескольких агентов Института Каррингтона, прежде чем отомстить за смерть своего отца, убив Мэй Хема. Джоанна проникает в арену и сталкивается с Чжан Ли, который отправляет Сехара после использования Грааля. Несмотря на преимущество, Джоанна побеждает Чжан Ли в финальной битве.

## Оценки
| Сводный рейтинг    | Сводный рейтинг |
| Агрегатор          | Оценка          |
| ------------------ | --------------- |
| GameRankings       | 81,27 %         |
| Metacritic         | 81/100          |
| Иноязычные издания |                 |
| Издание            | Оценка          |
| 1UP.com            | A               |
| Edge               | 7/10            |
| Eurogamer          | 7/10            |
| Game Informer      | 7/10            |
| GameSpot           | 9,0/10          |
| GameSpy            | [ 7 ]           |
| GameTrailers       | 9/10            |
| GameZone           | 9/10            |
| IGN                | 8,4/10          |
| GameCritics.com    | 6/10            |